# Московский областной театр кукол
Московский областной государственный театр кукол (МОГТК) — один из старейших странствующих театров кукол в России. Он был организован в 1933 году при Московском областном Доме художественного воспитания детей известным режиссёром и драматургом Виктором Александровичем Швембергером, соратником выдающихся деятелей театра кукол России — Сергея Образцова, Евгения Деммени, Нины Симонович-Ефимовой.
Адрес: Москва, Пестовский переулок, дом 2 (проезд до станций метро «Таганская» или «Марксистская»)

## История
Первоначальное название театра «Кукольный театр МООНО».
Свой первый сезон театр открыл «Ревизором» Николая Васильевича Гоголя. Куклы из этого спектакля до сих пор бережно хранятся в музее Государственного академического центрального театра кукол имени Сергея Владимировича Образцова.
Во время Великой Отечественной войны артисты театра в составе фронтовых бригад играли спектакли для защитников Москвы, участников битвы на Курской дуге, воинов-освободителей Украины и Белоруссии. На фронте было сыграно около 125 спектаклей, в госпиталях — более 150. За спектакли «Петрушка в тылу» и «Петрушка и Гитлер» театр был награждён Почётной грамотой за подписью маршала Константина Константиновича Рокоссовского.
После войны основой репертуара театра становятся сказки народов мира и произведения лучших детских писателей: «Царевна-лягушка», «Горя бояться - счастья не видать», «Новое платье короля» по сказке Ханса Кристиана Андерсена, «Машенька и Медведь» Виктора Швембергера, «Город мастеров» Тамары Габбе, «Два клёна» Евгения Шварца и другие.
В 70-80-е годы Московский областной государственный театр кукол переживает период особого творческого подъёма. Специально для постановки в театре пишут пьесы известные писатели и драматурги: Эдуард Успенский, Сергей Козлов, Григорий Остер, Феликс Кривин, Юрий Коваль, Александр Курляндский, Татьяна Толстая…
На протяжении всей своей долгой жизни театр был «театром на колёсах». Он объездил со спектаклями всю Московскую область, почти всю Россию, неоднократно выезжал в зарубежные страны. Спектакли театра с успехом шли в Польше, Финляндии, Египте, Индии.
В фондах театра хранится целая коллекция дипломов, грамот лауреата и памятных подарков, полученных за победы во Всероссийских творческих конкурсах и участие в региональных и международных фестивалях театров кукол.

## Театр сегодня
Сегодня в афише театре спектакли для детей самых разных возрастов: от самых маленьких (1+) до старшеклассников. Вновь поставлен и успешно идёт в репертуаре спектакль по пьесе Гоголя «Ревизор», с которой и началась славная история этого театра кукол. Этот спектакль подойдёт всем зрителям от 14-ти лет.
Московский областной государственный театр кукол расположился в маленьком уютном здании XIX века в Пестовском переулке. Зрительный зал вмещает всего 40 зрителей, что создаёт особую доверительную атмосферу каждого спектакля. Куклы всех спектаклей театра «рождаются» в собственных художественно-производственных мастерских, являющихся сегодня одними из лучших мастерских страны, в которых работают истинные мастера своего дела.
Театр является учредителем собственного Международного театрального фестиваля «Театр кукол — без границ», который, начиная с 1983 года, состоялся уже шесть раз и теперь возрождается в новом качестве, но с теми же задачами стирания всяческих границ, тщательного отбора и объединения всего лучшего из того, что ставится на сценах театров кукол мира.
В 2015 году Московский областной государственный театр кукол в партнёрстве с Союзом театральных деятелей РФ организовал новый театральный проект — творческую лабораторию «Маленькая драма». Экспертами I лаборатории и руководителями драматургической мастерской выступили драматург Михаил Бартенев, Микаэль Рамлёсе (Дания) и театральный критик Павел Руднев. По результатам лаборатории из 68 заявок, поступивших из 36 городов России, Беларуси и Израиля, было отобрано пять участников очного этапа и драматургической мастерской, по результатам которых была издана книга с пятью пьесами для театра кукол. Две из них уже пополнили репертуар Московского областного государственного театра кукол — это «Не Ёжик» по пьесе Анны Богачёвой и «Человек-шелкопряд» по пьесе Евгения Сташкова.
Фестиваль проводится ежегодно, лаборатории раз в два года.

## Текущий репертуар театра
- Ганс Христиан Андерсен «Принцесса и свинопас» (4+)
- Валерий Бугаев «Принцесса Крапинка» (4+)
- Кир Булычёв «Можно попросить Нину?» (12+)
- Александр Веселов «Солнышко и снежные человечки» (3+)
- Сергей Козлов «Как Ёжик и Медвежонок Новый год встречали» (3+)
- Владимир Орлов «Золотой цыплёнок» (3+)
- Григорий Остер «Клочки по заулочкам» (3+)
- Александр Попеску «Солнечный луч» (12+)
- Петя Трофимов «Сказки из разных карманов» (4+)
- Оскар Уайльд «Кентервильское привидение» (12+)
- Корней Чуковский «Муха-Цокотуха» (1+)
- Виктор Швембергер «Машенька и Медведь» (3+)
- Борис Шергин «Волшебно кольцо» (7+)